# Криштопавичене, Бронислава
Бронислава Криштопавичене (лит. Bronislava Krištopavičienė; 3 сентября 1899, Кубличи, Витебская губерния — 14 марта 1969, Каунас) — медсестра, праведница народов мира, спасшая еврейскую девочку в период Холокоста в Литве.

## Биография
Родилась в деревне Кубличи на территории современной Беларуси по разным данным в 1888 или в 1899 году. Переехала в Ковно и жила там всю свою жизнь. В 1940 после присоединения Литвы к СССР её муж, литовский офицер, был арестован советскими властями и погиб в сибирских лагерях. Оставшаяся с сыном-подростком Бронислава работала медсестрой.
Во время немецкой оккупации Литвы в период Второй мировой войны весной 1944 года с ней вступила в контакт ранее знакомая молодая еврейка Зинаида Левина (Шнайдер). В августе 1941 года она родила дочь Аниту в Каунасском гетто. Ребёнка удалось спрятать во время акции по уничтожению детей 27-28 марта 1944 года и теперь его родители искали кого-то, кто мог бы укрыть Аниту от опасности — и Бронислава согласилась помочь.
Бронислава сумела войти в гетто вечером вместе с евреями, возвращавшимися с работы, а потом вынесла девочку из гетто в картофельном мешке, усыпив её при помощи снотворного.
Она спрятала ребёнка у друзей, где девочка привыкла к спасителям и выучила литовский язык. Затем Бронислава забрала ребёнка к себе и уведомила мать ребёнка Зинаиду запиской. Та смогла бежать во время ликвидации гетто в июле 1944 года. Отец Аниты, её дедушка и бабушка погибли в Холокосте.
После войны Зинаида и её новый муж, удочеривший Аниту (она считала его отцом), не забывали о Брониславе и навещали её, особенно после того, как единственного сына Криштопавичене убили литовские националисты. Бронислава Криштопавичене скончалась 14 марта 1969 года в Каунасе.
25 декабря 2006 года израильский Институт Катастрофы и героизма «Яд ва-Шем» присвоил Брониславе Криштопавичене почётное звание «праведник народов мира».